# ان‌اچ‌کی
شبکه NHK BS 4K - NHK BS 8K
ان‌اچ‌کی (日本放送協会 Nippon Hōsō Kyōkai، و به‌صورت مخفف NHK) تنها سازمان ملی رادیو تلویزیونی ژاپن است. بودجه این سازمان از طریق دریافت حق اشتراک از خانوارهای دارای تلویزیون تأمین می‌شود. ان‌اچ‌کی به‌صورت کاملاً مستقل (غیردولتی و غیرخصوصی) اداره می‌شود که این امر متضمن بی‌طرفی سازمان است. ان‌اچ‌کی دارای ۲۱ شرکت زیرمجموعه، دفتر نمایندگی در ۲۹ کشور جهان از جمله ایران، ۵۴ ایستگاه پخش داخلی در ژاپن، ۵ شبکه تلویزیونی داخلی، ۳ شبکه رادیویی داخلی، ۲ شبکه تلویزیونی بین‌المللی و یک شبکه رادیویی جهانی به ۱۸ زبان گوناگون است.

## سرویس جهانی ان‌اچ‌کی
سرویس بین‌المللی ان‌اچ‌کی با نام ان‌اچ‌کی وُرلد (NHK WORLD) به پخش برنامه‌های رادیو تلویزیونی جهانی و نیز اینترنتی می‌پردازد. بخش بین‌المللی شامل تلویزیون بین‌المللی ان‌اچ‌کی که برنامه‌های تلویزیونی (عمدتاً خبری) را به زبان انگلیسی از طریق سه ماهواره، برای سراسر جهان پخش می‌کند، ان‌اچ‌کی وُرلد پرمیوم (NHK WORLD PREMIUM) که برنامه‌های تلویزیونی را از طریق شبکه‌های کابلی و ماهواره با دریافت حق اشتراک پخش می‌کند، رادیو بین‌المللی ژاپن که پخش برنامه‌های رادیویی در سطح جهان به ۱۸ زبان گوناگون از جمله ژاپنی، انگلیسی و فارسی را برعهده دارد و سرویس اینترنتی ان‌اچ‌کی که از طریق وب‌گاه به پخش برنامه‌های خبری و آموزشی به‌صورت متنی، صوتی و تصویری به ۱۸ زبان مختلف می‌پردازد.
تلویزیون بین‌المللی ان‌اچ‌کی (NHK World TV) از اوایل سال ۲۰۰۹ با انجام تغییراتی پایه‌ای به شبکه‌ای کاملاً خبری تبدیل شد. این شبکه برنامه‌های خود را به صورت ۲۴ ساعته و به زبان انگلیسی پخش می‌کند و در هر یک ساعت یک بار بخش خبری دارد. بخش خبری این شبکه عمدتاً بر روی رویدادهای ژاپن و آسیا متمرکز است. شبکه بین‌المللی ان‌اچ‌کی که تاکنون موفق به جذب ۸۰ میلیون مخاطب در سراسر جهان شده‌است قصد دارد تا پایان سال ۲۰۰۹ تعداد بینندگان را به ۱۱۰ میلیون نفر برساند.

## تاریخچه

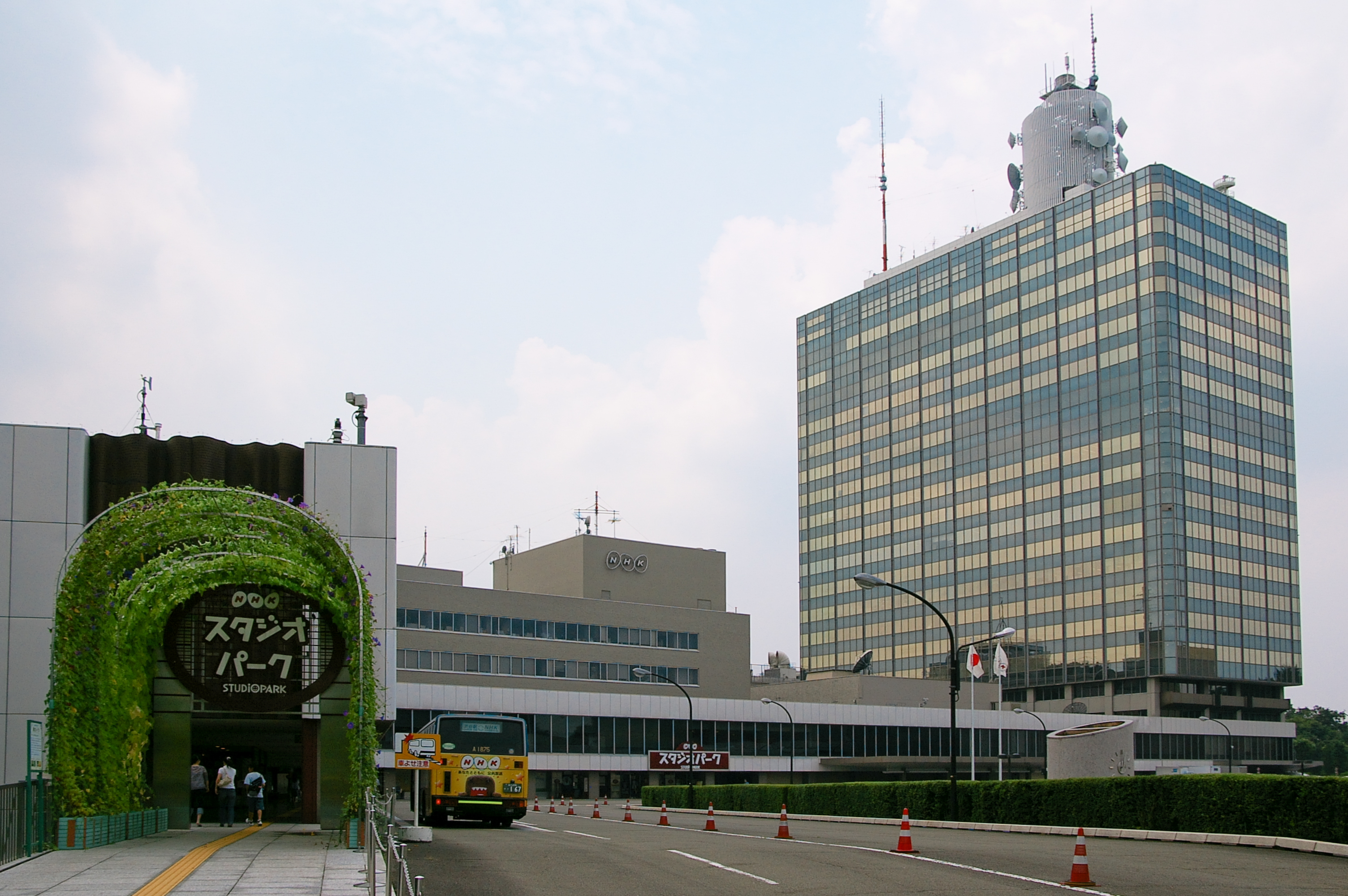
ساختمان مرکزی ان‌اچ‌کی در شیبویا، توکیو

پخش برنامه‌های رادیوئی ان‌اچ‌کی از ۲۲ مارس ۱۹۲۵ آغاز شد. سازمان ملی سخن‌پراکنی ژاپن در قالب بخش رادیویی و با الگوبرداری از بی‌بی‌سی در سال ۱۹۲۶ در توکیو بنیان گذاشته شد. در سال ۱۹۳۱ دومین شبکه رادیویی ان‌اچ‌کی و از سال ۱۹۳۵ شبکه رادیویی برون‌مرزی (موج کوتاه) آغاز به‌کار کردند. ارتش ژاپن در نوامبر ۱۹۴۱ تمامی رسانه‌ها و خبرگزاری‌های کشور را ملی اعلام کرد و بدین ترتیب این رسانه پخش اخبار رسمی دولت در طول جنگ جهانی دوم را به‌عهده گرفتند. پخش برنامه‌های تلویزیونی ان‌اچ‌کی در سال ۱۹۵۳ آغاز شد و در سال ۱۹۶۰ نخستین برنامه رنگی آن به روی آنتن رفت. شبکه تلویزیونی ان‌اچ‌کی وُرلد، پخش بین‌المللی برنامه‌های خود را از سال ۱۹۹۵ میلادی آغاز کرد. از سال ۲۰۰۰ سیستم پخش کلیه شبکه‌های رادیویی و تلویزیونی ان‌اچ‌کی از آنالوگ به دیجیتال تغییر یافتند.

## ایستگاه‌های رادیویی و شبکه‌های تلویزیونی

### ویژه ژاپن
- شبکه تلویزیونی زمینی NHK General TV (شبکه اصلی و عمومی)
- شبکه تلویزیونی زمینی NHK Educational TV (شبکه آموزشی با تمرکز بر روی کودکان، نوجوانان و جوانان)
- شبکه تلویزیونی ماهواره‌ای NHK BS-1 (خبری، ورزشی و مستند)
- شبکه تلویزیونی ماهواره‌ای NHK BS-2 (سرگرمی، هنری و فرهنگی - بازپخش برنامه‌های دیگر شبکه‌های ان‌اچ‌کی)
- شبکه تلویزیونی ماهواره‌ای NHK Hi-Vision (سرویس دیجیتالی با کیفیت صدا و تصویر بسیار بالا)
- ایستگاه رادیویی NHK Radio 1 (ویژه اخبار، رویدادها و اطلاعات علمی)
- ایستگاه رادیویی NHK Radio 2 (ویژه آموزش زبان، فرهنگی و برنامه‌های غیر زبان ژاپنی ویژه بیگانگان مقیم ژاپن)
- ایستگاه رادیویی NHK FM (ویژه موسیقی با کیفیت بالا)[۱]

### بین‌المللی
- شبکه تلویزیونی (NHK World TV)
- شبکه تلویزیونی (NHK World Premium)
- ایستگاه رادیویی موج کوتاه NHK World Radio Japan (برنامه‌های این شبکه از طریق اینترنت نیز پخش می‌شوند)[۱]